# Весёлый (Староминский район)
Весёлый — хутор в Староминском районе на севере Краснодарского края.
Входит в состав Куйбышевского сельского поселения.
Постоянное население хутора — 192 человек (2010).

## География
Находится на реке Сосыка.

## Население
| 2002 | 2010 |
| ---- | ---- |
| 340  | ↘192 |